# Niels Dencker
Niels Dencker (født 10. juni 1969) var en dansk pigefotograf, filminstruktør, pornomodel og tao-master
Han huskes som husslaven Paw i Knud Vesterskovs Constance (1998), hvor han spiller over for bl.a. Katja Kean.
Constance var Zentropas første pornofilm for kvinder, og fik enorm, international opmærksomhed.